# Затайрукский лесопарк имени В. Н. Полякова
Затайрукский лесопарк им. В. Н. Полякова — самый большой парк в городе Ишимбае, созданный благодаря градоначальнику Ишимбая В. Н. Полякову. Большую часть лесных насаждений лесопарка составляют берёзы, сосны и ели.
Лесопарк находится за рекой Тайрук, между микрорайонами Кусяпкулово и Смакаево. С западной стороны примыкает Тайрукский пруд, с северной — два полигона твёрдо-бытовых отходов. На северо-востоке является границей между городом Ишимбаем и Ишимбайским районом.

## История

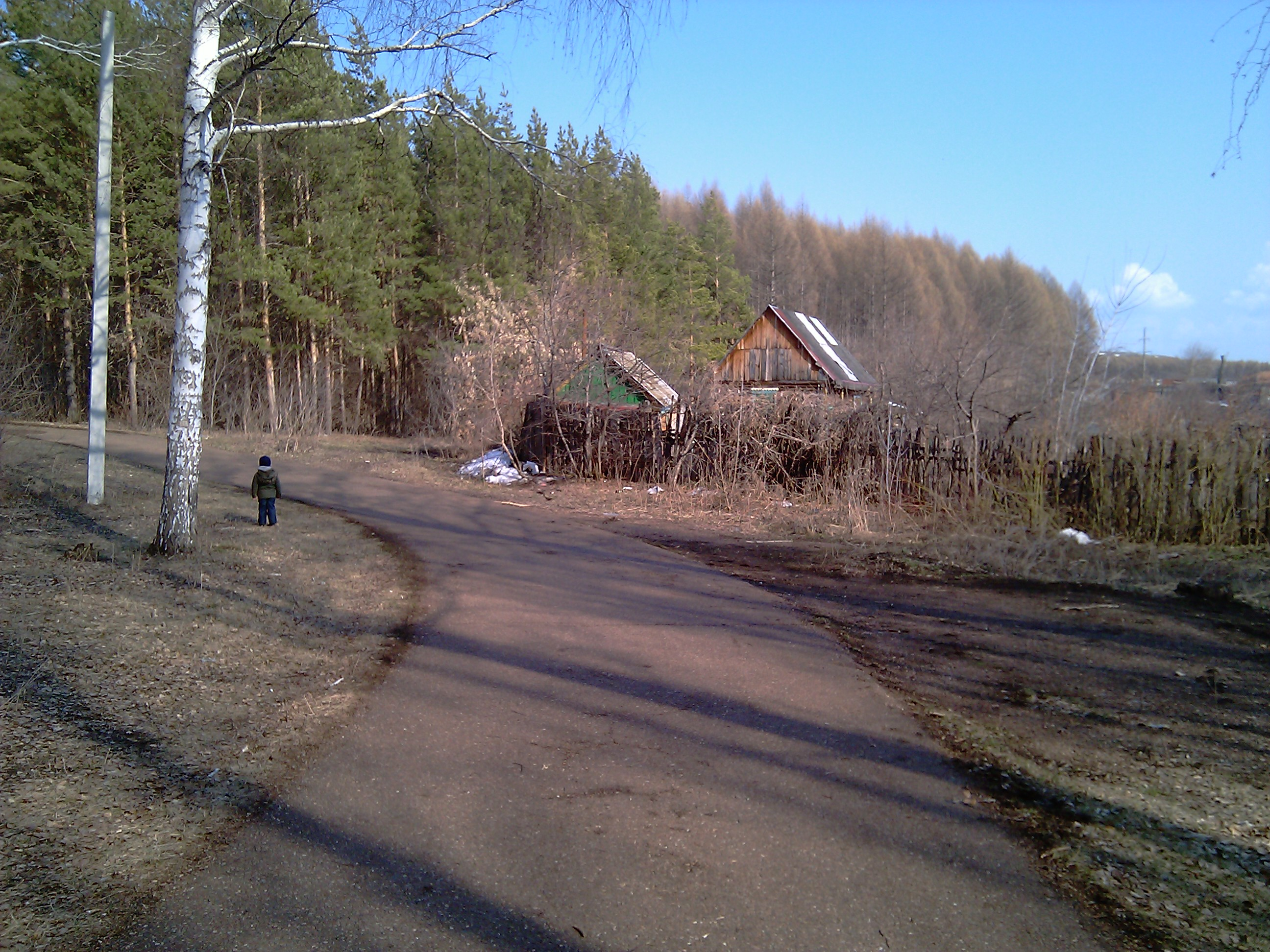
Освещённая лыже-роллерная трасса

В довоенные годы на склонах гор росли деревья, перед Великой Отечественной войной лес был полностью вырублен для отопления города Ишимбая и нужд промышленности.
В 1960-е годы началась «зелёная атака» на оголённые склоны и пустоши. Многие школьники из Смакаева выросли рядом с посаженными ими соснами и берёзами.
В посадке деревье принимал участие лично Владимир Николаевич Поляков — председатель исполкома Ишимбайского городского Совета с 1965 по 1986 годы.
В 1978 году построена освещённая лыже-роллерная трасса длиной в 2 километра — одно из любимейших мест горожан.

## Достопримечательности парка

### Освещённая лыжероллерная трасса
В 1978 году была построена освещённая лыжероллерная трасса длиной 2 километра. Ежегодно зимой проводится лыжный марафон памяти В. В. Новожилова. В 2012—2013 гг. произведена реконструкция трассы, построен второй круг длиной 1,7 км. Пешеходы создают препятствия лыжникам для тренировок>.

### Биатлонное стрельбище

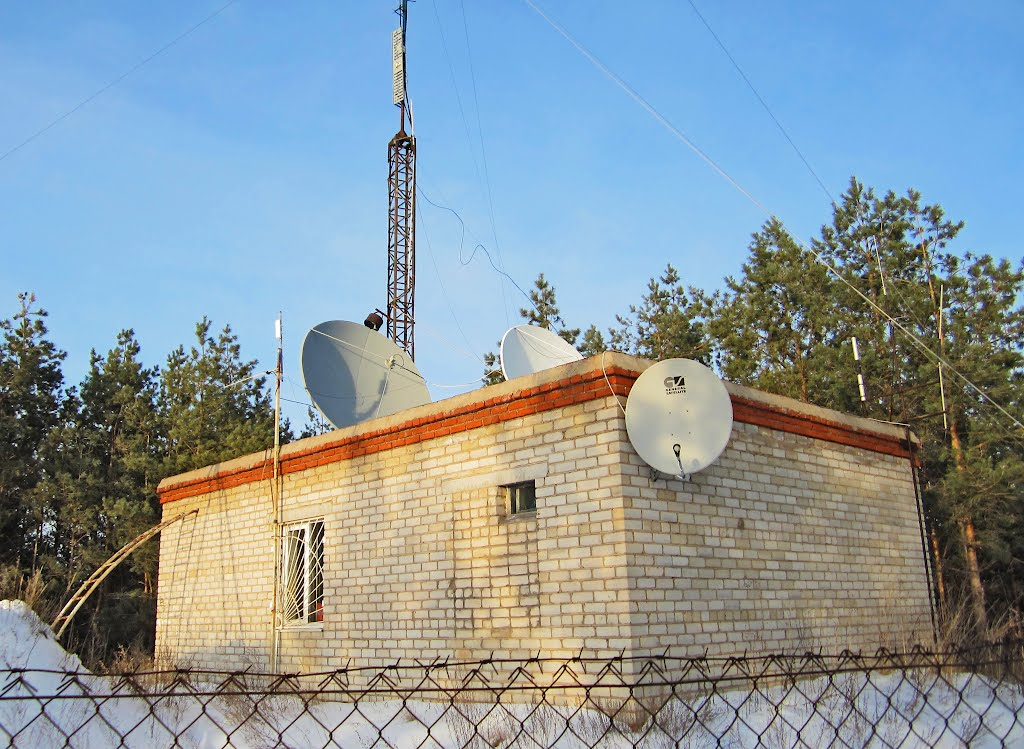
Ишимбайский телецентр

По инициативе тренера детско-юношеской школы № 1 В. В. Новожилова, в начале 1980-х годов началась подготовка к строительству биатлонного стрельбища. Специалистами были определены и отмерены трассы, вырыт гигантский котлован для стрельбища. Начальником стрельбища был назначен ишимбайский тренер и спортсмен Анатолий Михайлович Гвоздик. Совместно с В. В. Новожиловом он посетил Белоруссию, город Раубичи, чтобы взять чертежи установок (мишеней). Затем
чертежи были переданы инженерам Ишимбайского завода транспортного машиностроения, где которые изготовили мишени отличного качества. На ИЗТМ были смонтированы по высоким спортивным стандартам железные установки — горки для модернизации трасс.
Вскоре на стрельбище появилось трёхэтажное здание, которое ныне находится в полуразрушенном состоянии. Планировалось, что рефери должны расположиться на втором этаже и оттуда наблюдать за стрельбой спортсменов. Выше находилось VIP-ложе для высокопоставленных гостей, а под судейской — небольшой склад с дополнительными мишенями. Здание было построено, но практически не использовалось, т.к. началась эпоха «перестройка».

### Горные вершины
Сам лесопарк представляет собой горную местность. На его территории находится ряд горных вершин — Маяк со смотровой площадкой и Ишимбайским телецентром (231,3 м.), Алебастровая (233,9 м.), а также крупные возвышенности в 255 и 161,8 м. Имеется пещера в районе микрорайона Смакаево.

### Другие объекты
Через лесопарк проходит линия электропередачи, построенная в 1980-х годах.